# My 21st Century Symphony (Live at the Royal Albert Hall)
Albums de Raye, Heritage Orchestra
My 21st Century Blues
(2023)
My 21st Century Symphony est le premier album live de la chanteuse britannique Raye, enregistré le 26 septembre 2023 au Royal Albert Hall à Londres avec le Heritage Orchestra et sorti le 16 octobre 2023.
Le concert a été diffusé pour la première fois au Royaume-Uni le 3 janvier 2024 sur la BBC.

## Histoire
Le 3 février 2023, Raye a publié son premier album studio très attendu intitulé "My 21st Century Blues", qui a été bien reçu par les critiques,,. Après la sortie et le succès de l'album, Raye a entamé une tournée mondiale intitulée "21st Century Blues", qui l'a emmenée en Amérique du Nord, en Océanie, en Europe et au Royaume-Uni.

## Titres
Toute la musique est composée par Raye, Mike Sabath & Tom Richards.
| No  | Titre                        | Durée |
| --- | ---------------------------- | ----- |
| 1.  | Overture.                    | 1:37  |
| 2.  | Oscar Winning Tears.         | 3:20  |
| 3.  | Hard Out Here.               | 3:38  |
| 4.  | The Thrill Is Gone Requiem.  | 2:23  |
| 5.  | The Thrill Is Gone.          | 4:13  |
| 6.  | Five Star Hotels.            | 4:51  |
| 7.  | Mary Jane vs Graeme Blevins. | 1:31  |
| 8.  | Mary Jane.                   | 4:42  |
| 9.  | Environmental Anxiety.       | 3:55  |
| 10. | Body Dysmorphia.             | 3:50  |
| 11. | Ice Cream Man.               | 6:03  |
| 12. | Dani's Interlude.            | 1:04  |
| 13. | Flip A Switch.               | 3:45  |
| 14. | Worth It Prelude.            | 1:11  |
| 15. | Worth It.                    | 4:57  |
| 16. | Black Mascara.               | 4:12  |
| 17. | Buss It Down.                | 4:30  |
| 18. | Escapism.                    | 7:01  |

## Classements hebdomadaires
| Classement (2024)                         | Meilleure place |
| ----------------------------------------- | --------------- |
| Écosse (OCC)                              | 38              |
| Royaume-Uni (UK Albums Chart)             | 83              |
| Royaume-Uni (UK Independent Albums Chart) | 6               |